# Jonathan Rafael da Silva
Jonathan Rafael da Silva (auch kurz Jonathan; * 15. September 1991 in Caruaru) ist ein brasilianischer Fußballspieler auf der Position eines Stürmers. Zurzeit spielt er auf Leihbasis bei den Red Bull Juniors Salzburg in der zweitklassigen österreichischen Ersten Liga und ist außerdem im U-19-Team des Vereins aktiv.

## Karriere

### Karrierebeginn in der Heimat
Der in der Großstadt Caruaru geborene Jonathan begann seine aktive Karriere als Fußballspieler bei seinem Stammverein Corinthians Alagoano in der nur einige Kilometer entfernten Küstenstadt Maceió. Dort war er bis 2009 im Nachwuchs aktiv und wurde in der Spielzeit 2009 der Campeonato Alagoano Sub-18 mit 17 Treffern vor José Erinaldo da Silva Palmeira (15 Treffer) Torschützenkönig der U-18-Jugendliga. Außerdem gewann er mit seiner Mannschaft in dieser Spielzeit auch den Meistertitel der Gruppe B der Campeonato Alagoano Sub-18. Rund zwei Wochen nach seinem 18. Geburtstag bekam er am 28. September 2009 seinen ersten Profivertrag mit einer Laufzeit bis zum 27. September 2014 ausgehändigt. Doch auch schon vor dem Unterzeichnen des Profivertrages war Jonathan für die Erwachsenenmannschaft in verschiedenen Spielen im Einsatz.

### Österreich und zurück
Anfang Februar 2010 wurde ein Transfer auf Leihbasis zur zweiten Mannschaft des FC Red Bull Salzburg, den Red Bull Juniors mit Spielbetrieb in der zweithöchsten österreichischen Fußballliga, der Ersten Liga, bestätigt. Seine dortige Leihzeit läuft bis zum Sommer 2011, wobei der Verein ein Kaufoption besaß, deren Ablösesumme zwei Millionen Euro betrug. Sein österreichisches Profi- und Ligadebüt gab der junge Brasilianer am 5. März 2010, als er beim „Duell der Amateure“ Red Bull Juniors Salzburg gegen FK Austria Wien Amateure in der 78. Spielminute für den burkinischen Angreifer Issiaka Ouédraogo eingewechselt wurde. Gleich nach seiner Einwechslung schaffte seine Mannschaft den Ausgleichstreffer zum 1:1-Endstand. Einen Tag nach seinem zweiten Profikurzeinsatz kam er am 13. März 2010 in einem Spiel des U-19-Team mit Spielbetrieb in der von Toto gesponserten U-19-Jugendliga über die volle Spieldauer zum Einsatz. Bei seinem vierten Meisterschaftseinsatz für die Red Bull Juniors am 26. März 2010 kam der junge Brasilianer bereits über die volle Spieldauer zum Einsatz. Am Ende der Saison wurde die Kaufoption nicht gezogen.
Jonathan kehrte in seine Heimat zurück, wo er seitdem durch unterklassige Klubs tingelt.

## Erfolge
- 1× Torschützenkönig der Campeonato Alagoano Sub-18: 2009
- 1× Meister der Gruppe B der Campeonato Alagoano Sub-18: 2009